# Duff Gibson
Duff Gibson (Vaughan, 11 agosto 1966) è un ex skeletonista canadese, campione olimpico a Torino 2006 e campione mondiale a Schönau am Königssee 2004.

## Biografia
Proveniente da vari sport, quali l'hockey su ghiaccio, la lotta, il canottaggio e lo short track, si avvicinò agli sport della slitta dedicandosi inizialmente al bob e allo slittino e nel 1999, all'età di 33 anni, decise di cimentarsi nello skeleton.
Esordì nel 2000 in Coppa Nordamericana, vincendo una gara della stagione 2000/01 e terminando quindicesimo nella classifica finale del circuito continentale nordamericano.
Ottenne il suo primo podio in Coppa del Mondo il 17 gennaio 2002 a Sankt Moritz, ultima tappa della stagione 2001/02, terminando la gara individuale a terzo posto; centrò invece la sua prima vittoria il 18 dicembre 2004 a Sigulda. Disputò la sua miglior stagione nel massimo circuito mondiale nel 2003/04, quando si piazzò al secondo posto in classifica generale dietro al britannico Kristan Bromley; fu inoltre terzo nel 2004/05.
Ha preso parte a due edizioni dei Giochi olimpici invernali: a Salt Lake City 2002 si classificò al decimo posto nel singolo maschile; quattro anni dopo, a Torino 2006, vinse invece la medaglia d'oro all'età di 39 anni, divenendo l'atleta canadese più anziano a vincere una medaglia d'oro olimpica individuale, nonché l'unico campione olimpico canadese nella storia dello skeleton; nell'occasione sopravanzò il connazionale Jeff Pain (argento) e lo svizzero Gregor Stähli (bronzo); quella fu inoltre l'ultima gara della sua carriera agonistica. 
Gibson conta anche quattro partecipazioni ai campionati mondiali con due medaglie conquistate nel singolo: una d'oro vinta a Schönau am Königssee 2004 e una di bronzo ottenuta a Calgary 2005.

## Palmarès

### Olimpiadi
- 1 medaglia:
  - 1 oro (singolo a Torino 2006).

### Mondiali
- 2 medaglie:
  - 1 oro (singolo a Schönau am Königssee 2004);
  - 1 bronzo (singolo a Calgary 2005).

### Coppa del Mondo
- Miglior piazzamento classifica generale: 2º nel 2003/04.
- 8 podi (tutti nel singolo):
  - 2 vittorie;
  - 2 secondi posti;
  - 4 terzi posti.

#### Coppa del Mondo - vittorie
| Data             | Luogo           | Paese    | Disciplina |
| ---------------- | --------------- | -------- | ---------- |
| 18 dicembre 2004 | Sigulda         | Lettonia | singolo    |
| 20 gennaio 2005  | Cesana Torinese | Italia   | singolo    |

### Circuiti minori

#### Coppa Nordamericana
- Miglior piazzamento in classifica generale: 15º nel 2000/01;
- 1 podio (nel singolo):
  - 1 vittoria.